# Radionekroza
Radionekroza (martwica popromienna) – obumarcie tkanki na skutek jej uszkodzenia promieniowaniem jonizującym lub uszkodzenia popromiennego naczyń krwionośnych. Należy do późnych uszkodzeń popromiennych. Po silnym naświetlaniu albo na skutek częstych działań małych dawek może powstać martwica skóry, martwica kości, martwica tkanki nerwowej.